# The Voyage Out
A Viagem é o primeiro romance de Virginia Woolf, publicado em 26 de março de 1915. Woolf trabalhou no livro entre 1906 e 1915, e, antes de receber o título definitivo, o livro foi esboçado como Valentine e Melymbrosia.

## Enredo
Rachel Vinrace embarca para a América do Sul no navio de seu pai e é lançada em um curso de autodescoberta em uma espécie de viagem mítica moderna. A mistura incompatível de passageiros fornece à Woolf uma oportunidade para satirizar a vida Eduardiana. O romance apresenta Clarissa Dalloway, o personagem central do romance posterior de Woolf, Mrs. Dalloway. Dois dos outros personagens foram modelados de figuras importantes na vida de Woolf. St John Hirst é um retrato ficcional de Lytton Strachey e Ambrose Helen é de certa forma inspirada pela irmã de Virginia Woolf, Vanessa Bell. E a jornada da Rachel de uma vida de clausura em um subúrbio de Londres para a liberdade, desafiando o discurso intelectual e descoberta muito provavelmente reflete própria Virginia Woolf de uma família repressiva para o estímulo intelectual do Grupo de Bloomsbury. 